# José Luis Álvarez de Castro
José Luis Álvarez de Castro (dezembro de 1918 – 26 de abril de 2021) foi um político espanhol.
Em 1969 tornou-se membro das Cortes Franquistas ao ser presidente da Delegação da Província de Cuenca, sucedendo em ambos os cargos Rafael Mombiedro de la Torre. Exerceu o cargo até 1971, altura em que foi aprovado pelo Tribunal o Transvase Tejo-Segura, projecto ao qual se opôs veementemente. Uma rua em Cuenca leva o seu nome.
Álvarez de Castro morreu a 26 de abril de 2021 com 102 anos de idade.